# 種蒔く人
『種蒔く人』（たねまくひと）は、1921年（大正10年）から1923年（大正12年）にかけて、小牧近江・金子洋文・今野賢三らが中心となり、反戦平和・人道主義的革新思想を基調として発行された同人雑誌である。全部で24号が刊行され、小牧の出身地である秋田県土崎港町で「土崎版」と称される1 - 3号までが発行され、半年間の休刊の後、印刷を東京に移して「東京版」と称される1 - 20号が発行された。官憲による4回の発禁を受けながらも1923年（大正12年）まで刊行が続けられたものの、同年9月に発生した関東大震災によって廃刊となった。震災発生後に刊行された『帝都震災号外』および『種蒔き雑記』は、震災後の混乱に乗じて横行した朝鮮人への迫害・虐殺および甘粕事件・亀戸事件といった社会主義者への弾圧を強く告発し抗議する内容となっている。
『種蒔く人』の刊行は小牧が渡仏中に影響を受けた反戦運動『クラルテ運動』の種を日本で蒔くという趣旨に基づくものであるが、『種蒔く人』は文芸雑誌であると同時に世界革命を志向した思想雑誌であり、その活動は日本のプロレタリア文学に先鞭をつけるものであるとされる。また、『種蒔く人』廃刊後、多くの同人が再結集して創刊された『文芸戦線』はこれに後続するものである。

## 概観

### 小牧近江の生い立ちと思想的背景
『種蒔く人』発刊の背景に、活動の中心人物となった小牧近江が傾倒した反戦平和運動『クラルテ運動』の存在が挙げられる。小牧近江こと本名・近江谷駉は1894年（明治27年）、実業家・衆議院議員である近江谷栄次の長男として秋田県南秋田郡土崎港町に生まれた。富裕な実家に生まれ、土崎尋常高等小学校、暁星中学校で学んだ後、1910年（明治43年）列国議会同盟会議に出席するため渡欧した父に同行する形でフランスに留学した小牧であるが、その後父の事業が失敗して実家が破産、小牧本人への仕送りも途絶えてしまった。このため通っていたアンリIV世校を放校され、苦学の末に1918年（大正7年）パリ大学法学部を卒業したという特異な経歴を持つ。おりしも小牧が留学していた時期は第一次世界大戦前後の時期にあたり、1914年（大正3年）に起きたジャン・ジョレスの暗殺は小牧にとって「平和主義者は国賊であらねばならないか?」「誰が真の愛国者なのか?」という疑問を抱かせるものとなった。この疑問は小牧をロマン・ロランそしてアンリ・バルビュスに傾倒させる端緒となり、戦争の犠牲が膨れ上がるとともに広まっていくフランス国内の反戦感情や、留学中の友人で社会主義者であったジャン・ド＝サン・プリの存在もまた青年期の小牧に大きな影響をもたらした。ボリス・スヴァリヌを通じて1918年秋にバルビュスの知遇を得た小牧は、人類愛に基づいて知識人が国際的に連帯することを目指すバルビュスの運動に感銘を受け、彼を中心としたグループに賛同することとなった。バルビュスの小説のタイトル『クラルテ』に由来するグループ・クラルテは1919年（大正8年）秋に正式に発足、小牧は帰国の折、バルビュスより「反戦運動のために広く同志を糾合するように」との要請を受けて、その年の暮れおよそ10年ぶりに日本に帰国した。

### 同人結成の経緯（第一次）
「クラルテ運動」を日本に広めることを期して帰国した小牧であったが、帰国当初は活動の端緒を見つけられないまま外務省嘱託として勤務することとなった。在仏中に武者小路実篤の『或る青年の夢』を読んで感銘を受けた小牧は、武者小路を自身の思想の理解者と考え、帰国後に宮崎県木城村まで赴いてクラルテ運動への協力を要請したが、そこでは賛同を断られ、代わりに有島武郎を紹介されていた。そのような折、小牧の土崎尋常高等小学校時代の級友である金子洋文が、外務省まで電話を掛けて小牧に連絡を送ってきた。秋田で代用教員を務めるかたわら、独学でエドワード・カーペンターの空想的社会主義に心酔していた金子は、外務省に勤務していた帰国当初の小牧から距離を置いていたが、近江谷栄治を通じて小牧が社会主義思想に傾倒していたことを知り連絡を求めてきたのである。この邂逅がきっかけとなって雑誌発行の相談が行われ、さらに同じく金子と級友である今野賢三が有島武郎の弟子になっていたという奇縁も重なって、故郷の旧友や親族を集めての雑誌づくりが始まったのである。小牧の生家である近江谷家が一族内の同人誌を持ち続け、文学的な結びつきが強い一族であったことも雑誌発行の下地となった。こうして集められた同人には従弟でかつ暁星中学校時代の友人であり、『種蒔く人』発刊の前年に故郷の秋田県で革新的青年会「赤光会」を結成した仲である畠山松治郎や、同年代の叔父であり同じく暁星中学に通った近江谷友治がいた。このような小牧の生家である近江谷家を通じた血縁・地縁的なつながりによって、雑誌『種蒔く人』の刊行が準備されたのである。

### 土崎版の刊行

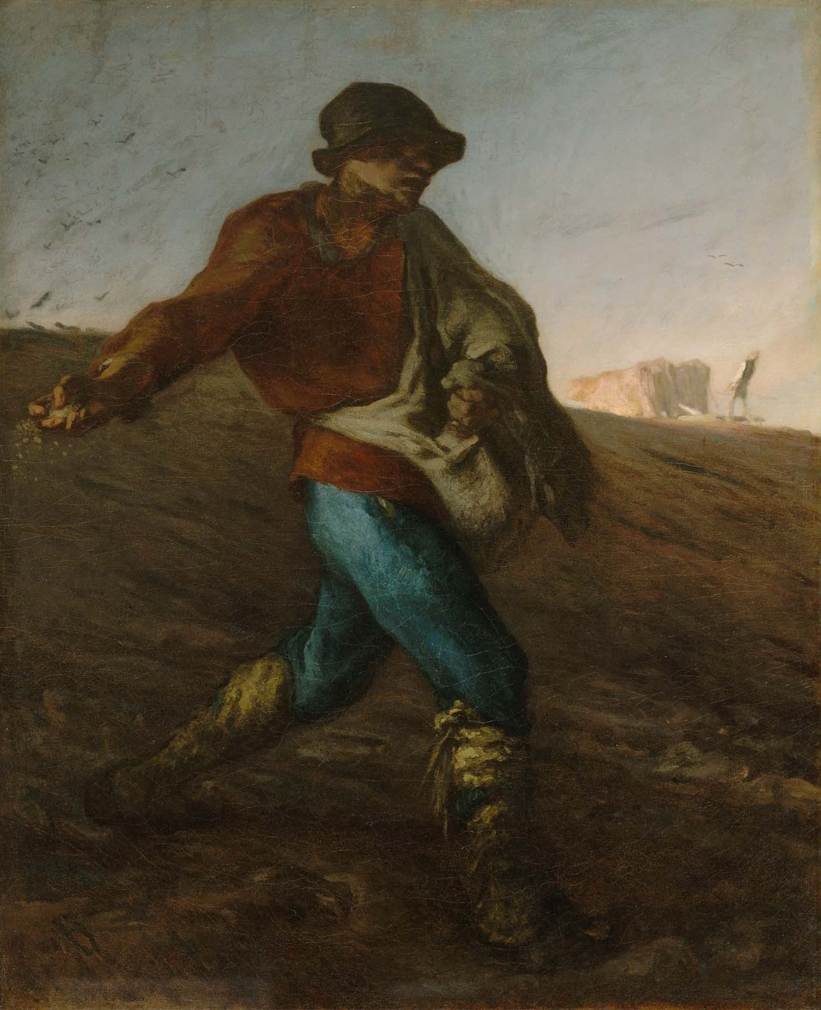
ジャン＝フランソワ・ミレー、『種まく人』

1921年（大正10年）2月、後に「土崎版」と称されることになる雑誌『種蒔く人』が創刊された。『種蒔く人』の題名は小牧が金子に相談の上で決定し、金子のアイディアで表紙にジャン＝フランソワ・ミレーの『種まく人』があしらわれた。また、題字の左には「自分は農夫の中の農夫だ。農夫の綱領は労働である」というミレーの言葉を掲げたが、これも金子の案である。
定価は20銭で創刊号で200部を発行した。小牧らの故郷土崎港町で印刷が行われたことから、のちの「東京版」と区別する上で「土崎版」と称されるが、編集作業は東京で行われた。発行にあたる費用は全て小牧が負担しており、編集兼発行人は小牧近江の本名である近江谷駉名義で、発行所は小牧の自宅に置いた「種蒔き社」名義であった。
この「土崎版」『種蒔く人』は3号を発行したところで当局により新聞紙法に基づく保証金500円の納入を迫られ、休刊を余儀なくされてしまう。全3号いずれも菊判18頁の小規模な同人冊子であったが、第2号で小牧が執筆した「第三インターナショナルと議會攻略」は、日本に初めて第三インターナショナル（コミンテルン）の活動を紹介したものであり、外務省でさえその活動実態を正確に把握していなかった頃に、その思想を紹介し論評を加えたことは「土崎版」の大きな意義である。

### 同人結成の経緯（第二次）
1921年（大正10年）4月をもって一旦発行を休止した『種蒔く人』が、再刊を目指す大きなきっかけとなったのが、フランスの詩人で外交官でもあったポール・クローデルの来日である。この時のレセプションの準備を通じてフランス文学愛好家と交流する機会を多く持った小牧は、『種蒔く人』の活動について多くの人々に説明して回り、幾人かの賛同者を得るところとなった。村松正俊、佐々木孝丸は小牧のフランス文学仲間であると同時に、1921年の第2回メーデー参加を通じて関係を深めた仲である。
また、『種蒔く人』の刊行が休止した後も、発行元である「種蒔き社」は、南秋田郡一日市町で行われた赤光会主催の講演会に参加しており、その活動を継続していた。このような「土崎版」から継続した体制と新たに集められた同人たちのもと、『種蒔く人』の再刊が準備されていったのである。
こうして再刊に向けた同人集めが行われ、「土崎版」に参加していた小牧、金子、今野および山川亮に加えて、村松正俊、佐々木孝丸、柳瀬正夢、松本弘二が新たに参加した。このうち村松と佐々木は先述の通り小牧のフランス文学仲間、柳瀬は雑誌我等を通じて村松が誘ったもの、雑誌解放の編集者であった松本は金子が誘ったものである。また、近江谷友治、畠山松治郎は同人から離れたが、小牧と決別した訳でなく、その後も秋田にて『種蒔く人』を側面から支えていくことになる。フランス帰りで人脈の乏しい小牧にとって執筆陣の確保は難渋したが、「東京版」の『種蒔く人』はこの8人の同人によって発足することとなった。なお、「東京版」創刊号の冒頭では、同人とは別に「執筆家」として以下の名前を挙げている。
- 秋田雨雀
- 馬場孤蝶
- エドワド・カーペンタ
- 江口渙
- 藤井眞澄
- 福田正夫

- ポール・ジル
- 林倭衛
- 石川三四郎
- 加藤一夫
- 宮地嘉六
- 百田宗治

- ポール・ルクリュ
- 富田砕花
- 吉江喬松
- 有島武郎
- アンリ・バルビュス
- クリスチァン・コルネリセン

- ワシリイ・エロシェンコ
- 藤森成吉
- アナトル・フランス
- 長谷川如是閑
- 平林初之輔
- 神近市子

- 川路柳虹
- 宮島資夫
- 小川未明
- 白鳥省吾
- 山川菊栄

### 東京版の刊行
1921年（大正10年）10月、後に「東京版」と称されることになる新たな『種蒔く人』が刊行された。雑誌の装丁は面目を一新し、創刊号の表紙画には柳瀬正夢の手による爆弾の絵を配し、スローガンである「行動と批判」が題字の下に記された。誌面は全56頁と増強され、定価は30銭で3,000部を発行した。また、前節で述べた通り多彩な顔ぶれの執筆陣を集めたが、これは特定の主義・主張にとらわれずに進歩的な論客が連携を目指す『種蒔く人』の性格を形づくることとなった。また、再刊にあたっては、小牧の自己資金のほかに有島武郎および相馬黒光から資金の援助を得た。「東京版」創刊号が発売と同時に発禁とされると、小牧らは有島武郎を訪ねて支援を要請し、有島は所蔵していた梅原龍三郎の絵画に自筆のサインを入れて譲ったと伝わる。この絵画は東京の金融業武藤重太郎（俳号・翠雲）によって600円で買い取られた。
『種蒔く人』に参加する同人は、1922年（大正11年）には平林初之輔、津田光造、松本淳三が、翌1923年（大正12年）には青野季吉、上野虎雄、中西伊之助、前田河広一郎、佐野袈裟美、山田清三郎、武藤直治が加わり、その活動の規模を拡大していく。なお、第9号からは発行人兼編集人が小牧から今野に替わっている。『種蒔く人』は小説というジャンルを重視した一方、評論においても平林初之輔「文芸運動と労働運動」や青野季吉「階級闘争と芸術運動」といった警抜なものを掲載し、これらはプロレタリア文学運動の指導理念となった。一方で同人雑誌に過ぎない『種蒔く人』では満足な原稿料を支払えず、同人たちは生活のために良質な作品を商業誌に送らざるを得なかった。

### 度重なる官憲の弾圧
「東京版」『種蒔く人』は官憲により度々の発売禁止と検閲による文書の削除を受けた。創刊号が発売と同時に発売禁止、第2号でも複数の掲載予定論文が削除されている。第4号は山川亮「『労働祭』前夜の曲」、井東憲「乱舞」のために発売禁止、第12号で前田河広一郎「変な客人」のために発売禁止、第14号でロシア革命記念号として「ゴリキイ・ラデツク」を特集したことから発売禁止とされ、都合4回の発売禁止処分を受けた。また、創刊号の宣言も度々文言に伏字が加えられている。種蒔き社主催の講演会・演劇も度々中止させられ、このような官憲の圧力は次第に種蒔き社の活動を圧迫していった。青野季吉は『種蒔く人』終刊後に種蒔き社が解散した理由について、経済的な行き詰まりを言及している。一連の弾圧の中で小牧が検事局で尋問を受けたこともあり、外務省職員でありながら反政府的な雑誌を主催していることが批判の対象となって1923年（大正12年）3月、小牧は外務省からの辞職を余儀なくされてしまう。中心的な役割を果たしてきた小牧の経済的困窮は雑誌の継続を危ぶませるものとなった。

### 関東大震災の発生と終刊
1923年（大正12年）9月1日、関東大震災が発生した。『種蒔く人』では10月1日に「帝都震災号外」を刊行し、震災後の朝鮮人に対する虐殺事件に対して強く抗議した。なお、「帝都震災号外」は被災地の東京ではなく、再び土崎にて印刷されている。その中で発行人兼編集人の今野は、朝鮮人の虐殺に対して流言飛語の出所はどこにあったか、誰が企図したものであるのかを指弾し、虐殺に対して中央の新聞が沈黙していることについて批判した。また、翌1924年（大正13年）1月には総同盟の資料協力を得て、金子が主となり亀戸事件などの社会主義者に対する弾圧の事実をまとめて『種蒔き雑記』を刊行した。この「種蒔き雑記」の中では九編の告発文が金子の名のもとに掲載され、亀戸警察署で起きた虐殺を伝えるルポタージュとなっている。この「種蒔き雑記」は小牧によってフランス語に抄訳され、1924年6月にパリを訪問した際、『リュマニテ』に伝えられた。しかし、資金難もあって雑誌の継続は困難で、「種蒔き雑記」を最後に『種蒔く人』はその歴史に幕を下ろすことになる。同年6月には『種蒔く人』の同人から小牧ら13人が参加して『文芸戦線』が創刊され、これが後裔となっていった。

## 主張と特色

### クラルテ運動を広める雑誌として
『種蒔く人』は、小牧がフランス在留中に傾倒したクラルテ運動を日本において広めるという趣旨のもと創刊した雑誌である。小牧は1910年（明治43年）から1919年にわたってフランスに在留し現地で学んでいるが、その間に勃発した第一次世界大戦は小牧に大きな衝撃を与え、戦争への疑問をもたらすものとなった。「クラルテ」（仏：Clarté）とはフランス語で「光」、「光明」を意味し、「クラルテ運動」の名はアンリ・バルビュスの同名の小説に由来する。小牧自らが解説するところによると、クラルテ運動の目的は「軍国主義の打破、人間を区別する所の凡ゆる階級の撤廃、人間生活の尊重、男女の差別なき平等社会の建設、健全なる人間の義務労働」を目指したものであるが、およその性格としては第一次大戦後に湧き上がった平和希求の運動を人道主義、社会主義的な立場から一つにまとめあげようとしたものであった。クラルテ運動は1920年以降共産主義への傾斜を強めていくことになるが、小牧はそれ以前の1919年に帰国しており、したがって小牧が日本において広めようとしたのは初期クラルテ運動の精神ということになる。小牧は1918年の秋にバルビュスと面会しており、帰国の折にはバルビュスにより「反戦運動のためにひろく同志を糾合するように」との要請を受けている。
一方で、クラルテ運動は理想主義・観念主義的に過ぎ、その運動に沿った活動は当初より対立の芽を内包するものであった。提唱者であるバルビュスもリベラリズムから共産主義への転向をあらわにし、1923年には共産党に入党している。バルビュスの思想に共感した小牧も第三インターナショナルの考えに賛同しているが、一方で運動初期の精神を引き継いだ小牧にはその後フランスで起きた対立はあまり影響せず、ロマン・ロランがバルビュスと論争を起こした際もロランを擁護している。しかし、クラルテ運動の漠然とした性質がフランス国内で対立をもたらした図式はそのまま日本でも同じ経緯を辿ることになり、より革命への明確な理論と道筋を主張する論者は小牧と袂を分かつことになる。小牧が描いた第三インターナショナルへの道筋は『種蒔く人』の同人たちと共有されていたとは言い難く、『種蒔く人』の後身である『文芸戦線』では中西、村松、松本が脱退していくのである。『文芸戦線』はその後も分裂と脱退を重ねていき、日本プロレタリア文学の主流は『戦旗』が担っていくことになる。『戦旗』において論陣を張った作家たちを中心に構成された日本プロレタリア作家同盟はバルビュスを功績あるとしながらもマルクス主義から離れていると批判しており、かくしてバルビュスに影響を受けた小牧は日本のプロレタリア文学運動に先鞭をつけながらもその主流から取り残されて行くことになった。

### 国際性と地域性
『種蒔く人』では編集者である小牧が国際的な連帯を重視したこともあり、「東京版」では世界欄を設定しヨーロッパから直に送られてくるニュースを翻訳して毎号掲載していた。その内容は「飢ゑたるロシアの為めに」など、ロシア革命救援のための実際の行動を訴えるものでもあった。この「東京版」の誌面構成は、小牧がフランス滞在中に入手し、ひそかに日本に持ち込んで秘蔵していた非合法雑誌『ドマン』の影響を大きく受けている。『ドマン』はスイス・ジュネーヴにおいて第一次世界大戦下の1916年、フランス人の評論家、アンリ・ギルボーが主催して発行した非合法雑誌であるが、その内容は小牧が思想的に共感した第三インターナショナルの立場を取るものであり、かつ国際性豊かな執筆陣を抱え、幅広い思想を紹介するものであった。また、執筆陣には小牧のフランス時代の友人であるジャン・ド＝サン・プリも加わっていた。『種蒔く人』は『ドマン』と異なり小説を掲載し文芸雑誌としての性格を色濃くもつことになるが、『ドマン』の存在は『種蒔く人』にとっての手本となるものであった。
国際情報を伝える一方で、「東京版」では投稿欄の中に地方欄を設定し、地方の読者からの投稿を受け付けている。小牧らの出身地である秋田からの投稿が最も多いが、必ずしも秋田偏重ではなく、青森県から関門海峡に至るまでの全国から投稿が寄せられていた。たとえば創刊号では、「争議の跡を訪ねて」と称して戦前最大の労働争議であった川崎・三菱造船所のストライキ後の様子についての取材が寄稿されている。前段で述べた通り『種蒔く人』では第三インターナショナルの立場に基づく国際的な協調を掲げた一方で、同時に地域主義を重視してグローバリズム（あるいはコスモポリタニズム）とローカリズムの両立を目論み、地方の言論の充実を訴えていた。したがって地方欄を設定した目的とは、『種蒔く人』本来の構想である、雑誌を中心にして理論を展開し実践に結び付ける一連の運動を実現するために、投稿を通じて『種蒔く人』に賛同する社会運動を伝えることで、その活動の輪を広げることを目指したものと捉えることが出来る。雑誌としての『種蒔く人』は「東京版」に移行する中で社会活動と文芸活動を明確に区別していくことになり、その際に近江谷（友治）、畠山は同人から離れているが、近江谷が中心となった秋田青年思想研究会や畠山が主催した赤光会などは、雑誌の呼びかけに呼応する形でロシア飢饉救済のための慈善活動を行っており、彼らは同人から離れながらも側面から『種蒔く人』を賛助していた。しかし、一時は全国の広範囲から投稿が寄せられるようになったものの、その内容は次第に社会活動の報告が減り詩の比率が増えていき、同人たちの関心も中央での社会主義者の勢力争いに向けられる中で、投稿欄の中からも地方欄が消え誌面の活気も失われていくのである。「地方欄」が廃止されたのは1923年（大正12年）1月号（第3巻第15号）のことであった。

### 日本プロレタリア文学の先駆者として
『種蒔く人』は、その手本とした『ドマン』と異なり小説を掲載したことで、文芸雑誌としての性格を強く持つことになった。この中から金子洋文『眼』（第3号）や今野賢三『火事の夜まで』（第17号）といった作品が生まれている。『種蒔く人』の参加同人からは金子の『地獄』や山川亮『泥棒亀とその仲間』、中西伊之助『農夫喜兵衛の死』といった作品が発表されており、彼らが日本プロレタリア文学運動の初期の局面を担ったのは確かであるが、これらの作品は他誌に掲載されたものであり、同人誌である『種蒔く人』ではなく原稿料の出る商業誌に良質な作品を送らざるを得ないという現実もあった。また当時は文学それ自体がブルジョア階級のものという固定観念が根強く、国際性や文芸性の強い『種蒔く人』の性格は必ずしも当時の労働運動家にとって受容しうるものではなかったのである。プロレタリア文学の進展は、青野が提唱した「目的意識論」のように、プロレタリア自らに階級闘争を自覚させる文学であることが重視されるようになり、それはクラルテ運動に基づく包摂的な共同歩調を重視する『種蒔く人』とは相容れないものになっていったのである。

## 同人一覧

### 土崎版
- 小牧近江、金子洋文、今野賢三、近江谷友治、畠山松治郎、安田養蔵、山川亮

### 東京版
創刊時
- 小牧近江、金子洋文、今野賢三、山川亮、村松正俊、柳瀬正夢、松本弘二、佐々木孝丸

1922年（大正11年）1月加入
- 平林初之輔、津田光造、松本淳三

1923年（大正12年）1月加入
- 青野季吉

同3月加入
- 上野虎雄

同4月加入
- 中西伊之助、前田河広一郎、佐野袈裟美

同7月加入
- 山田清三郎、武藤直治

## 書籍
- 『種蒔く人』復刻版24冊　日本近代文学研究所　昭和36年